# Cecropia (albedo)
Cecropia és una característica d'albedo a la superfície de Mart, localitzada amb el sistema de coordenades planetocèntriques a 59.71 ° latitud N i 40 ° longitud E. El nom va ser aprovat per la UAI l'any 1958 i fa referència a Cecropia, antiga ciutat de Grècia de la qual s'hauria originat Atenes.